# 艾弗琳·爱因斯坦
艾弗琳·爱因斯坦（英語：Evelyn Einstein，1941年3月28日—2011年4月13日），是著名物理学家阿尔伯特·爱因斯坦的养孙女、汉斯·爱因斯坦的养女。
艾弗琳出1941年出生于美国芝加哥，后被汉斯·爱因斯坦夫妇领养。她毕业于美国加州大学伯克利分校，获得文学硕士学位，曾从事过动物管制官以及伯克利市的辅警等工作。

## 生平
1941年出生于美国芝加哥，后被汉斯·爱因斯坦和他的第一任妻子弗里达‧克内希特（Frieda Knecht）所领养。汉斯·爱因斯坦夫妇本身育有3个儿子，其中伯恩哈德·凯撒·爱因斯坦是艾弗琳·爱因斯坦的大哥，而她的另两位哥哥在幼年时期便夭折。
艾弗琳毕业于美国加州大学伯克利分校，获得文学硕士学位，可以讲四、五种不同语言。
艾弗琳曾与人类学家Grover Krantz有过一段13年的婚姻（1964-1977年），离婚后艾弗琳穷困潦倒，并与父亲汉斯·爱因斯坦和他的第二任妻子伊麗莎白‧羅伯茲逐渐疏远。艾弗琳从事过动物管制官以及伯克利市的辅警等工作。
2011年4月13日，艾弗琳在美国加州的奥柏尼去世，享年70岁。

## 遗产争议
阿尔伯特·爱因斯坦于1955年去世，把7万5千篇相关论文和其它身后之物全部留给了以色列耶路撒冷的希伯来大学。艾弗琳·爱因斯坦曾告诉美国有线电视新闻网（CNN），她从未分得任何祖父阿尔伯特·爱因斯坦的遗产所带来的每年1000万美金之收益，收益完全流向了耶路撒冷希伯来大学。
1986年，艾弗琳曾在加州伯克利市的一家银行保险库中发现祖父未公开的手稿和信件，使得阿尔伯特·爱因斯坦与第一任妻子米列娃·马利奇的大批情书和信件公诸于世。这些信件原本由阿尔伯特·爱因斯坦的曾孙托马斯·愛因斯坦（伯恩哈德·凯撒·爱因斯坦的长子）等人秘密保管、未曾告知艾弗琳等人，这也使得艾弗琳与托马斯等人卷入家族官司。信件揭示了阿尔伯特·爱因斯坦与米列娃·马利奇曾在1902年有过一个女儿莉瑟兒·愛因斯坦，但她后来下落不明。这些手稿和信件之后被陆续拍卖，而艾弗琳临终前仍在与希伯来大学争夺祖父的遗产。